# Liste des CubeSats
La liste des CubeSats recense les satellites de  format CubeSat placés en orbite ou en cours de développement.

## 2003
- L'un des premiers lancements de CubeSats a été effectué le 30 juin 2003 à partir de Plesetsk en Russie grâce à Eurockot Launch Service. Les CubeSats ont été mis sur une orbite héliosynchrone. Il s'agissait des CubeSats danois AAU CubeSat (en) et DTUsat (en), des japonais XI-IV et CUTE-1, du canadien CanX-1 et de l'américain Quakesat-1[1].

## 2012
- Le 13 février 2012, trois P-POD contenant sept CubeSats furent placés en orbite avec le satellite LARES (satellite) lors du vol inaugural de la fusée Vega à partir du centre spatial de Kourou en Guyane. Les Cubesats lancés étaient e-st@r (Ecole polytechnique de Turin, Italie), Goliat (Université de Bucarest, Roumanie), MaSat-1 (Université polytechnique et économique de Budapest, Hongrie), PW-Sat (École polytechnique de Varsovie, Pologne), ROBUSTA (Université Montpellier II, France), UniCubeSat-GG (Université de Rome "La Sapienza", Italie) et Xatcobeo (Université de Vigo, Espagne)[2].
- Le 13 septembre 2012, onze CubeSats ont été lancés à partir de huit P-Pod par une fusée Atlas V dans le cadre de "OutSat", un programme d'United Launch Alliance pour les charges secondaires[3]. Ce fut le plus grand nombre de CubeSats (et le plus grand volume avec 24 U) à avoir été placé en orbite par une seule fusée. Ce projet a été rendu possible par l'utilisation du nouveau système de déploiement NPS CubeSat (NPSCuL) développé par la Naval Postgraduate School (NPS) aux USA. Les CubeSats suivants furent placés sur orbite: Aeneas (Université de Californie du Sud, Californie), AeroCube 4A, 4B, 4C, CINEMA (Université de Californie, Californie), CP5 (Université d'État polytechnique de Californie, Californie), CSSWE (Université du Colorado, Colorado), CXBN (Université d'État de Morehead, Kentucky), Re (STARE) (Laboratoire national de Lawrence Livermore, Californie), SMDC_ONE 2.1 (Able) et SMDC-ONE (Baker)[4].

- Le 4 octobre 2012, cinq CubeSats (Raiko, Niwaka, We-Wish, TechEdSat, F-1) ont été placés en orbite depuis la station spatiale internationale. Il s'agissait d'une démonstration technologique. Ils ont été lancés et livrés à l'ISS par le cargo japonais Kounotori 3 (HTV-3) le 21 juillet 2012. Un astronaute à bord a préparé le mécanisme de déploiement attaché au bras robotique du module japonais Kibō [5],[6],[7].

## 2013
- Le 21 avril 2013, quatre CubeSat ont été déployés à partir du Simulateur de masse Cygnus qui a décollé sur le vol inaugural de la fusée Antares. Trois d'entre eux sont les PhoneSats 1.0a (Graham), 1.0b (Bell) et 2.0a (Alexander) construits par le centre de recherche Ames de la NASA afin de démonter l'utilisation de smartphones en tant qu’avionique dans le CubeSat. Le quatrième était un satellite 3U appelé Dove-1 et construit par Planet Labs[8].Un total de trente-trois CubeSat ont été déployés à partir de l'ISS entre le 11 et 28 février 2014. Ils avaient été transférés depuis le cargo Cygnus lancé par une fusée Antares le 9 janvier 2014. De ces trente-trois satellites, vingt-huit font partie de la constellation d'imagerie terrestre par CubeSat Flock-1 (Planet Labs). Parmi les cinq autres, deux ont été conçus par d'autres entreprises américaines (ArduSat 2 et SkyCube). Ce dernier est le premier satellite à avoir été financé de manière participative sur Kickstarter[9]. Deux autres satellites ont été développés en Lituanie par l'université de technologie de Kaunas (LitSat-1 et LituanicaSAT-1). Le cinquième satellite provient de l'Université Alas Peruanas au Pérou (UAPSAT-1)[10].
- Le 21 novembre 2013 est lancé le satellite OPTOS par l'Espagne sur lanceur Dnepr.

## 2014
- Le 19 juillet 2014, une fusée Dnepr met en orbite 33 CubeSats, établissant un nouveau record de nombre placés en orbite par un lanceur[11].
- SkyCube (2014) est un CubeSat 1U développé aux États-Unis. Il s'agit du premier satellite à avoir été financé de manière participative à hauteur de 116 890 US$ sur Kickstarter[9]

## 2015
- Le 5 octobre 2015, AAUSAT5 (université d'Aalborg, Danemark) a été déployé à partir de l'ISS. Il a été lancé dans le cadre du programme Fly your Satellite! de l'Agence spatiale européenne[12].
- LightSail-1 est un démonstrateur technologique (CubeSat 3U) propulsé par une voile solaire. Il a été lancé le 20 mai 2015 à partir de Cap Canaveral (Floride). Ses quatre voiles sont faites d'une très fine pellicule de Mylar et ont une superficie totale de 32 m2. Ce test avait pour but de permettre de démontrer qu'une voile solaire pouvait être utilisée pour une mission principale en 2016[13].
- Miniature X-ray Solar Spectrometer CubeSat (lancé en 2015) est un CubeSat 3U financé par la NASA qui emporte un spectromètre rayons X pour l'observation des éruptions solaires

## 2016
- Trois CubeSats ont été lancés le 25 avril 2016 avec Sentinel-1B sur une fusée Soyouz VS14 depuis la base de Kourou, en Guyane française. Les satellites étaient: AAUSAT4 (université d'Aalborg, Danemark), e-st@r-II (école polytechnique de Turin, Italie) et d'OUFTI-1 (université de Liège, Belgique). Les CubeSats ont été lancés dans le cadre du programme Fly your Satellite! de l'Agence spatiale européenne.

## 2017
- Le 15 février 2017, l'organisation indienne pour la recherche spatiale (ISRO) a battu un record avec le lancement de 104 satellites avec une seule fusée. La PSLV-C37 a mis en orbite 650 kg. Des 104 satellites, seulement trois n'étaient pas des CubeSats. Sur les 101 nano-satellites restants, 96 viennent des États-Unis. Les 5 autres proviennent d'Israël, du Kazakhstan, des Pays-Bas, de la Suisse et des Emirats Arabes Unis[14].
- Le 3 juin 2017, lancement de plusieurs CubeSats par une fusée Falcon 9 FT, dont GhanaSat-1, premier satellite ghanéen.

## 2018
- La mission Insight s'envole vers Mars le 5 mai 2018. À son bord, deux CubeSats identiques, MarCO A et B. Il s'agit des premiers CubeSats interplanétaires[15].
- PicSat est un Cubesat 3U qui embarque un petit télescope pour tenter de mesurer les caractéristiques d'une exoplanète par la méthode des transits.

## 2021
- Colorado Ultraviolet Transit Experiment (CUTE), un petit télescope spatial qui a pour objectif d'étudier une sélection d'exoplanètes.